# Каньяр (провинция)
Каньяр (исп. Cañar) — провинция Эквадора с населением 225 184 жителей (2010) и площадью 3 122 км². Административный центр — город Асогес.

## Административное деление

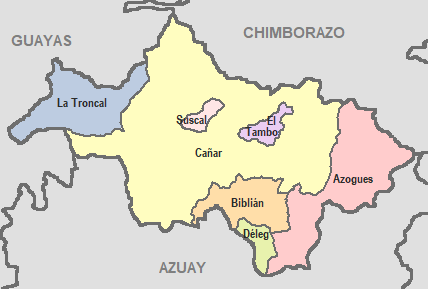
Кантоны провинции Каньяр.

В административном отношении подразделяется на 7 кантонов:
| № | Флаг | Кантон                   | Население, чел. (2010) | Административный центр   |
| - | ---- | ------------------------ | ---------------------- | ------------------------ |
| 1 |      | Асогес (Azogues)         | 70 064                 | Асогес (Azogues)         |
| 2 |      | Библиян (Biblián)        | 20 817                 | Библиян (Biblián)        |
| 3 |      | Каньяр (Cañar)           | 59 323                 | Каньяр (Cañar)           |
| 4 |      | Делег (Déleg)            | 6 100                  | Делег (Déleg)            |
| 5 |      | Эль-Тамбо (El Tambo)     | 9 475                  | Эль-Тамбо (El Tambo)     |
| 6 |      | Ла-Тронкаль (La Troncal) | 54 389                 | Ла-Тронкаль (La Troncal) |
| 7 |      | Сускаль (Suscal)         | 5 016                  | Сускаль (Suscal)         |